# Chikila fulleri
Chikila fulleri is een wormsalamander uit de familie Chikilidae. De soort werd voor het eerst wetenschappelijk beschreven door Alfred William Alcock in 1904. Oorspronkelijk werd de wetenschappelijke naam Herpele fulleri gebruikt.
Deze wormsalamander leeft in Azië en komt endemisch voor in India. Waarschijnlijk komt de wormsalamander ook voor in de buurlanden Myanmar en Bangladesh.